# Shtisel
Shtisel ( en hebreo: שטיסל‎   ) es una serie dramática de televisión israelí sobre una familia ficticia jaredí (judía "ultraortodoxa") que vive en Geula, Jerusalén. Creada y escrita por Ori Elon y Yehonatan Indursky, la serie se estrenó el 29 de junio de 2013 en yes Oh. Comenzó a distribuirse a través del servicio de transmisión en línea Netflix en 2018. Las dos primeras temporadas tienen 12 episodios y la tercera 9.
En mayo de 2019, el programa se adaptó para una tercera temporada, aunque la filmación se retrasó debido a la pandemia de COVID-19. En septiembre se lanzó un avance que revela que la temporada 3 se desarrolla siete años después de la muerte de la madre de Akiva (seis años después de los eventos del primer episodio). La temporada 3 se estrenó el 20 de diciembre de 2020 y estuvo disponible en Netflix a partir del 25 de marzo de 2021.

## Argumento
La serie sigue la vida de Shulem Shtisel ( Dov Glickman ), el patriarca de la familia Shtisel y rabino en el jéder local, y los otros miembros de su familia. Shtisel está ambientado en un barrio jaredí, sin Internet. La comunidad sigue estrictas costumbres y la violación de las normas a menudo provoca caos dentro de la familia. Sin embargo, los personajes que están más abiertos a un estilo de vida secular reflejan la moderación de Geula en comparación con sus vecinos en Mea She'arim, la comunidad adyacente conocida por su fundamentalismo religioso.

## Elenco
- Maya Marin - Hadassa Levi
- Dov Glickman - Shulem Shtisel
- Michael Aloni - Akiva Shtisel
- Neta Riskin - Giti Weiss
- Shira Haas - Ruchami Weiss / Tonik[12]
- Sarel Piterman - Zvi Arye Shtisel
- Zohar Strauss - Lippe Weiss
- Moon Shavit - Esti Gottlieb
- Orly Silbersatz Banai - Aliza Gvili
- Ayelet Zurer - Elisheva Rotstein
- Sasson Gabai - Nukhem Shtisel
- Gal Fishel - Yosa'le Weiss
- Ori Ilovitz - Haim'ke Weiss
- Hadas Yaron - Libbi Shtisel
- Eliana Shechter - Tovi Shtisel
- Daniella Kertesz - Racheli Warburg
- Hanna Rieber - Malka Shtisel (abuela, temporada 1)
- Lea Koenig - Malka Shtisel (abuela, temporada 2, asumió el papel por la muerte de Rieber)[13]
- Yoav Rotman - Hanina Tonik

## Trama

### Temporada 1
Akiva Shtisel es un hombre jaredí soltero de 26 años que vive con su padre, Shulem Shtisel, viudo. Akiva comienza a trabajar como profesor en un jéder, y se enamora de Elisheva Rotstein, la madre de un alumno de su clase, que ha enviudado dos veces. Le pide al casamentero Königsberg que organice una reunión para ellos, para disgusto de su padre, que quiere que Akiva se case con una joven que nunca se haya casado. Elisheva y Akiva se encuentran una vez ante la insistencia de Akiva, y ella se niega a continuar. Shulem insta a Akiva a reunirse con Esti Gottlieb, de 19 años. En su segundo encuentro, Akiva, todavía enamorado de Elisheva, dice que aún no está listo para el matrimonio y Esti comienza a llorar. Akiva, conmovido, le propone matrimonio  y se comprometen.
Giti Weiss, la hija y hermana de los Shtisel, se despide de su esposo Lippe Weiss, quien vuela a Argentina por seis meses como parte de su trabajo como carnicero kosher. Giti pierde contacto con su marido, y el jefe de Lippe le dice que se escapó con una mujer gentil. Giti se niega a revelar lo sucedido y mantiene las apariencias, buscando trabajo para mantener a sus cinco hijos. Trabaja como niñera para una mujer secular y luego cambia dinero en casa. Aunque todavía lo ama, le confiesa a su hija mayor, Ruchami, las dificultades que su esposo les ha ocasionado. Ruchami reacciona con resentimiento. Lippe, sintiéndose culpable, regresa a casa y lucha por lograr el perdón de Ruchami. Giti se niega a hablar del pasado, pero su ira se manifiesta de otras formas.
Zvi Arye, el hermano de Giti y Akiva, compite por un puesto de profesor en el kollel, donde se esmera mucho, pero no lo consigue.
La abuela Malka, la madre de Shulem, vive en un hogar de ancianos y ve televisión por primera vez en su vida, lo que Zvi Arye y Shulem encuentran abominable. Malka mantiene una complicada amistad con una vecina.
Akiva encuentra trabajo como pintor. Pinta para Leib Fuchs, un conocido artista jaredí. Su acuerdo consiste en que Akiva pinte para él y Fuchs venda las pinturas como si fueran suyas.
Shulem tiene una relación (él come lo que ella cocina, tanto en el jéder como en su casa) con Aliza, una jaredí divorciada que es la secretaria de su jéder. Dado que Shulem no está dispuesto a concretizar la relación, se casa con otro hombre.
Akiva, que aún alberga dudas sobre su compromiso, consulta con su tío materno, Sucher, quien canceló hace años un matrimonio y ha permanecido soltero toda su vida. Su tío le dice a Akiva que le pregunte a Elisheva si lo ama. En una emotiva conversación, ella le dice que es demasiado mayor para él y lo rechaza una vez más. A pesar de ello, Akiva le informa al padre de Esti que no la ama, y el compromiso es cancelado. El enfurecido Shulem expulsa a Akiva de su hogar. Akiva duerme en diferentes lugares, hasta que se reconcilia con su padre.
Akiva continúa en contacto con Elisheva y, en última instancia, ella admite que lo ama. Akiva consigue que ella dé su consentimiento para comprometerse, prometiéndole un plazo de seis meses. Sin embargo, cuando se firma el contrato de compromiso, Akiva lo hace por solo un mes. Pinta un retrato de ella y se da cuenta de que desea el matrimonio inmediato. Elisheva preferiría mudarse a Londres y escapar de las expectativas de la comunidad. Después de que Akiva le pide consejo a Shulem y, al hacerlo, revela los verdaderos límites de su compromiso, Shulem visita a Elisheva en secreto y le dice explícitamente que deje a Akiva en paz. Elisheva saca abruptamente a su hijo Israel de la escuela y llama a Akiva desde el aeropuerto, diciendo que se va y que su relación ha terminado, revelando que Shulem la visitó. Esto lleva a una ruptura y Akiva se va de casa una vez más.
La familia se enfrenta a una crisis cuando Malka sufre un accidente al caer por una escalera cuando intenta ver su programa de televisión favorito en el piso de abajo, después de haber renunciado a su propio televisor tras las maquinaciones de Shulem. Sufre una lesión grave en la cabeza que pone en peligro su vida, queda inconsciente y es admitida en la UCI. Preocupada por su posible muerte, la familia se congrega para apoyarla.

### Temporada 2
El hermano menor de Shulem, Nukhem, y su hija, Libbi, llegan a Jerusalén para visitar a Malka y buscar pareja para Libbi. Akiva y Libbi se hacen amigos y comienzan a considerar la posibilidad de casarse, pero algunos miembros de la familia, especialmente Nukhem, se oponen, ya que son primos. Akiva ahora está exhibiendo sus pinturas en una galería, y a Libbi le preocupa que se deje llevar tanto por su arte que se olvide de sus deberes religiosos. Nukhem y Libbi plantean la condición de que Akiva debe dejar de pintar si desea comprometerse con Libbi, Akiva está de acuerdo, pero luego no cumple con lo acordado, lo que lleva a Libbi a romper el compromiso.
Giti y Lippe, que esperan su sexto bebé, consideran la posibilidad de llamarlo "Zelig", a cambio de un pago de una viuda sin hijos que desea que haya un niño con el nombre de su difunto esposo. Giti se ofrece impulsivamente a nombrar al niño "Zelig" sin pago, pero sin que ella lo sepa, Lippe acepta una suma de dinero de la viuda. Cuando a Giti le molesta el comportamiento entrometido de la viuda en el hospital cuando está dando a luz, decide llamar al bebé de otra manera, pero en el brit milá, Lippe lo llama Zelig. Su matrimonio vuelve a tener problemas, que lentamente son resueltos y Giti abre un restaurante con la suma de dinero que Lippe ganó en la bolsa de valores.
Ruchami, de quince años, se hace amiga de un devoto estudiante de la yeshivá, Hanina, y le lleva comida para que pueda estudiar hasta altas horas de la noche. Después de que Ruchami escucha a sus padres hablar sobre cómo los chismes sobre la familia Weiss pueden afectar sus perspectivas matrimoniales, se fuga con Hanina y se casan frente a testigos en un café. Los padres de Ruchami están conmocionados, especialmente Giti, e intentan separar a la joven pareja. Finalmente, Giti convence a Lippe para que le diga a Hanina que Ruchami quiere divorciarse y se arregla una fecha para la entrega de un get. Pero después de que Giti conoce a Hanina por casualidad en su restaurante y llega a conocerlo un poco, cambia de opinión.
Al final de la temporada, Giti y Lippe se reconcilian y también lo hacen con Ruchami y Hanina. 
Libbi, por su parte, se da cuenta de que quiere casarse con Akiva, y ello sin condiciones.

### Temporada 3
Akiva ahora es viudo y tiene una hija pequeña, Dvora'le. Akiva tiene visiones de Libbi y mantiene conversaciones intensas con ella mientras trata de encontrar su camino a través del dolor. Nukhem, también afligido y severamente deprimido, se va a vivir con su hermano Shulem.
Sucher viene de visita, con un anuncio sorpresa: se ha vuelto a conectar con Nechama, su ex prometida de hace décadas, y están nuevamente comprometidos. Antes de que puedan casarse, Sucher muere repentinamente. Shulem tentativamente corteja a Nechama, pero ella se compromete con Nukhem, dándole una nueva oportunidad de vida. Habiendo ganado la lotería, Nechama dona todas sus ganancias al jéder de Shulem.
Akiva se angustia al saber que tres de sus pinturas de Libbi han sido vendidas a una coleccionista, ya que no quiere separse de ellas. Conoce a la compradora, Racheli, e intenta recuperarlas, pero ella está de acuerdo con ello solo si el le pinta otros tres cuadros igualmente buenos; pero las obras que el le presenta no le satisfacen. Después de una confusión cuando un amigo de Akiva recoge al niño equivocado de la guardería, los servicios sociales investigan a Akiva y le quitan temporalmente a Dvora'le. Habiendo sido aconsejado que se case lo más rápido posible para demostrar que puede darle un buen hogar a Dvora'le, Akiva se casa abruptamente con Racheli, y los dos organizan con éxito una farsa para convencer a los servicios sociales. La atracción entre Akiva y Racheli es real, pero la relación se complica aún más cuando Racheli le revela que tiene un trastorno bipolar. Más allá de ello, Akiva todavía extraña a Libbi.
Ruchami ahora está felizmente casada con Hanina y trabaja como secretaria de su abuelo, pero anhela tener un hijo. Su primer embarazo terminó desastrosamente en un aborto médicamente necesario, y se le ha informado que no puede llevar a término un embarazo de manera segura, ya que solo tiene una probabilidad de supervivencia de 1/1000. Ella y Hanina exploran la posibilidad de tener un hijo a través de una madre sustituta, con Ruchami fingiendo un embarazo para que la subrogación pueda permanecer completamente confidencial. Hanina acepta a regañadientes, después de recibir el consejo de un rabino y encontrar inspiración en un texto pertinente. Pero Hanina revela su ambivalencia sobre la subrogación, lo que hace que Ruchami se quite el DIU en secreto y conciba un hijo, sin decírselo a Hanina hasta que el embarazo está muy avanzado.
Mientras tanto, el segundo hijo de Giti y Lippe, Yosa'le, comienza a salir. Se enamora de la primera chica que conoce, sin darse cuenta de que había confundido a una Shira con otra en el vestíbulo del hotel, y que la chica de la que se enamoró no es la que sus padres tenían en mente, sino una estudiante universitaria argelina sefardí, a quien ellos no aprobarían. Bajo la presión de los padres, Yosa'le conoce y se compromete con la Shira Levinson que fue elegida para él, pero queda claro que no tienen mucho en común. Finalmente, se vuelve a conectar con la primera chica que conoció, Shira Levi, y rompe su compromiso con Levinson.
Al final de la temporada, Yosa'le se compromete con Shira Levi, Akiva se muda con Racheli, Ruchami tiene problemas respiratorios y es llevada de urgencia a un hospital y sometida a una cirugía para dar a luz al bebé. Cuando Akiva y Nuchem abandonan la casa de Shulem, Shulem insiste en una última bebida de despedida, durante la cual expresa que "los difuntos siempre están con nosotros". Esa penúltima escena se convierte en un sueño, con varios parientes muertos sentados a la mesa (Libbi, Devorah y la madre de Shulem, etc.) e interactuando con los vivos. En la última escena, Ruchami está en una cama de hospital, le entregan su bebé sano y derrama una lágrima.

## Recepción
La serie se considera innovadora por su tratamiento de un grupo irregular de judíos jaredí, despojándolos de sus asociaciones políticas al ofrecer un retrato fiel a la vida.
En octubre de 2016, se anunció que Amazon Studios planeaba rehacer Shtisel, ambientada en Brooklyn, Nueva York, bajo el título Emmis.
En mayo de 2019, Shtisel se renovó para una tercera temporada. En mayo de 2019, una disputa con la Asociación de Actores de Israel retrasó la firma de contratos para la tercera temporada. En agosto de 2019, la productora Dikla Barkai dijo: "Todavía no podemos confirmar la temporada 3. Hay muchas razones. Esperemos. Estamos pensando en positivo. Yo diría que lo hará." 
En abril de 2020, el productor de la serie Barkai confirmó que una tercera temporada de Shtisel debía comenzar a filmarse en mayo de 2020, pero tuvo que posponerse debido a la pandemia de COVID-19. La producción se reanudó en junio y más tarde se lanzó un tráiler en septiembre.
El 17 de diciembre de 2020, el Temple Emanu-El Streicker Center organizó un evento de estreno mundial en línea para la Temporada 3, Episodio 1. La temporada 3 comenzó a transmitirse en Netflix el 25 de marzo de 2021.
Raro para una serie de televisión, a Shtisel se le otorgó un estudio episodio por episodio de sus temas y estructura por parte de un estudioso de cine canadiense, Maurice Yacowar. "Reading Shtisel" cubrió las temporadas uno y dos, la tercera temporada de "After Shtisel" y la serie intermedia de los escritores, Autonomies. 

## Premios
La primera temporada de la serie fue nominada en 12 categorías en los Premios de la Academia de Televisión de Israel 2013, incluidas dos nominaciones para cada uno de los mejores actor y actriz en una serie dramática: Dov Glickman y Michael Aloni, así como para Ayelet Zorer y Neta Riskin. En la ceremonia, celebrada el 24 de enero de 2014, la serie ganó 11 premios: Mejor serie dramática, Mejor actor de serie dramática (Dov Glickman), Director de drama (Alon Singman), Guion de drama (Uri Alon y Jonathan Indursky), Diseño Vestuario, Maquillaje, Fotografía, Música Original (Avi Belleli), Banda Sonora, Dirección Artística y Edición.
En la ceremonia de entrega de premios de la Academia de Televisión de Israel en 2015, la segunda temporada ganó premios de dirección por serie dramática (Alon Singman), premios de actuación en la categoría de actor y actriz (Dov Glickman en su segunda victoria con la serie y Neta Riskin), música original  diseño artístico y vestuario.

## Nueva versión de la televisión estadounidense
El 4 de agosto de 2016, Amazon Prime Video adquirió los derechos para una adaptación estadounidense de la serie, con Etan Cohen elegido para dirigir, escribir y producir la obra con la productora Okay Midnight de Marta Kauffman.